# Кромстрейен
Кромстрейен (нидерл. Cromstrijen) — община в провинции Южная Голландия (Нидерланды). 

## История
Община была образована 1 января 1984 года путём объединения общин Класвал и Нумансдорп.